# Tōru Morikawa
Tōru Morikawa (jap. 森川 徹, Morikawa Tōru; * 29. Juni 1966 in der Präfektur Ishikawa) ist ein ehemaliger japanischer Fußballspieler.

## Karriere
Morikawa erlernte das Fußballspielen in der Universitätsmannschaft der Osaka University of Health and Sport Sciences. Seinen ersten Vertrag unterschrieb er 1990 bei Matsushita Electric. Der Verein spielte in der höchsten Liga des Landes, der Japan Soccer League. 1990 gewann er mit dem Verein den Kaiserpokal. Mit Gründung der Profiliga J.League 1992 und der damit verbundenen Neuorganisation des japanischen Fußballs wurde der Matsushita Electric zu Gamba Osaka. 1994 wechselte er zum Zweitligisten Kyoto Purple Sanga. Ende 1994 beendete er seine Karriere als Fußballspieler.

## Erfolge
Matsushita Electric
- Kaiserpokal

Sieger: 1990